# Rzęsowe
Rzęsowe (Lemnoideae) – podrodzina obejmująca drobne, pływające rośliny wodne z rodziny obrazkowatych (Araceae), powstałe na drodze redukcji wymiarów ciała oraz kwiatów w związku z przejściem na wodny tryb życia. Należą do niej najmniejsze spośród znanych nauce roślin kwiatowych.

## Charakterystyka
- Rośliny o znaczne uproszczonej budowie. Redukcji uległy wszystkie organy z wyjątkiem rzadko występujących kwiatów oraz korzeni (nieobecnych u wolfii i Wolffiella). Pozostałą część rośliny stanowią człony pędowe.
- Budowa kwiatów również bardzo uproszczona – składają się one z pojedynczych pręcików lub słupków. Kwiaty (po 2-3) zebrane są w drobne kwiatostany.
- Należące tu gatunki zwykle tworzą zbiorowiska pleustonowe w postaci zwartych kożuchów unoszących się na powierzchni wody zbiorników stojących i przy brzegach wód wolniej płynących.

## Systematyka
Pozycja taksonu w systemie Reveala (1993–1999)
Gromada okrytonasienne Magnoliophyta Cronquist, podgromada Magnoliophytina, klasa jednoliścienne Liliopsida Brongn., podklasa obrazkowe Aridae Takht., nadrząd obrazkopodobne Aranae Thorne ex Reveal, rząd obrazkowce Arales Dumort., rodzina obrazkowate Araceae Juss.
Pozycja taksonu w systemie Cronquista (1981)
Gromada okrytonasienne, klasa jednoliścienne, podklasa Arecidae, rząd obrazkowce. Takson wyróżniony w randze rodziny.
Systematyka według Angiosperm Phylogeny Website (aktualizowany system APG III z 2009)
Jeden z kladów w obrębie rodziny obrazkowatych (Araceae), która należy z kolei do rzędu żabieńcowców (Alismatales). Rzęsowe tworzą grupę siostrzaną dla większości podrodzin obrazkowatych z wyjątkiem kladu bazalnego obejmującego podrodziny Gymnostachydoideae i Orontioideae.
Gatunki flory Polski:
- spirodela Spirodela (w Polsce tylko spirodela wielokorzeniowa)
- rzęsa Lemna
- wolfia Wolffia (w Polsce tylko wolfia bezkorzeniowa)

Poza granicami Polski występują poza tym jeszcze następujące rodzaje:
- Wolffiella
- Landoltia

## Oznaczanie rodzajów występujących w Polsce
1. Rośliny z pękiem korzeni, od spodu czerwonopurpurowe – spirodela Spirodela.

1*. Rośliny z jednym korzeniem lub bez korzeni, całe zielone:
2. Rośliny z jednym korzeniem, spłaszczone z obu stron lub przynajmniej od góry – rzęsa Lemna.
2*. Rośliny bez korzeni, kuliste, o średnicy poniżej 1,5 mm – wolfia Wolffia.